# José Joaquín Esquivel
José Joaquín Esquivel Martínez (Zacatecas, 7 de janeiro de 1998) é um futebolista mexicano que atua como meio-campista. Atualmente joga pelo Fútbol Club Juárez.

## Carreira
Esquivel estreou pelo Pachuca contra o Querétaro em 24 de setembro de 2016. Ele foi convocado por Jaime Lozano para participar da seleção mexicana sub-23 que participou do Torneio de Toulon 2019, conquistando o terceiro lugar na competição.

## Títulos
Pachuca
- Liga dos Campeões da CONCACAF: 2016–17

México
- Jogos Pan-Americanos: 2019 (medalha de bronze)
- Jogos Olímpicos: 2020 (medalha de bronze)